# Martín García García
Martín García García (Gijón, 3 dicembre 1996) è un pianista spagnolo.
Nel 2021 ha vinto il terzo premio al XVIII Concorso pianistico internazionale Chopin  e il primo premio al Concorso pianistico internazionale di Cleveland.

## Biografia
Martín García García ha studiato con Galina Eguiazarova alla Escuela Superior de Música Reina Sofía di Madrid e con Jerome Rose alla Mannes School of Music di New York.